# Michael Hannah
Michael Hannah, né le 21 novembre 1983, est un coureur cycliste australien spécialiste de VTT de descente.

## Biographie
Sa sœur cadette Tracey Hannah est également une coureuse de VTT, spécialiste de la descente.

## Palmarès en VTT

### Championnats du monde
- Sierra Nevada 2000
  -  Médaillé d'argent du championnat du monde de descente juniors
- Canberra 2009
  -  Médaillé de bronze du championnat du monde de descente
- Saalfelden-Leogang 2012
  - 4e du championnat du monde de descente
- Pietermaritzburg 2013
  -  Médaillé d'argent du championnat du monde de descente
- Cairns 2017
  -  Médaillé d'argent du championnat du monde de descente

### Coupe du monde
- Coupe du monde de descente
  -  2001 : 10e du classement général
  -  2002 : 7e du classement général
  -  2006 : 8e du classement général, vainqueur d'une manche
  -  2007 : 7e du classement général
  -  2013 : 6e du classement général
  -  2014 : 39e du classement général
  -  2016 : 7e du classement général
  -  2018 : 53e du classement général
  -  2019 : 37e du classement général
  -  2020 : 27e du classement général
  -  2021 : 38e du classement général

- Coupe du monde d'enduro électrique
  - 2023 : 5e du classement général

### Championnats d'Océanie
- 2024
  -  Champion d'Océanie de descente

### Championnats d'Australie
- Champion d'Australie de descente : 2005, 2009, 2011 et 2013
- Champion d'Australie de 4-cross : 2004